# Європейська федерація гандболу
Європейська федерація гандболу (EHF, англ. European Handball Federation, в українській транслітерації ЄГФ) — адміністративний орган який керує гандбольними асоціаціями в Європі, хоча кілька держав-членів частково або повністю розташовані в Азії.

## Історія
Федерація заснована лише в 1991 році. Перший конгрес пройшов в 1992. За цей час представництво розширилось з 29 до 50 членів.
Це одна з шести континентальних федерацій IHF. Майже всі найсильніші гандболісти світу грають у Європі через те, що саме в ній найбільші зарплати. Також ЄФГ представляють багато сильних збірних світу, що визначає велике представництво країн цієї федерації на світових першостях: так, з 24 команд на чемпіонаті світу 2017 року ЄФГ представляли 13. ЄФГ складається з 50 членів національних асоціацій та ще дві на правах асоціації (Англія та Шотландія).
Європейська федерація гандболу представляє національні гандбольні асоціації Європи, проводить національні та клубні змагання, включаючи Чемпіонат Європи, Лігу чемпіонів ЄФГ, Кубку ЄФГ і Кубку виклику ЄГФ та розподіляє прибутки від реклами й трансляції на цих змаганнях, а також контролює грошові призи, регламент і права ЗМІ.

## Змагання
Під егідою ЄФГ проходять наступні турніри:
Європейські чемпіонати
- Чемпіонат Європи з гандболу серед чоловіків
- Чемпіонат Європи з гандболу серед жінок
- Чемпіонат Європи з гандболу серед молодіжних команд
- Жіночий чемпіонат Європи з гандболу (U-19)
- Чемпіонат Європи з гандболу серед юнаків (U-18)
- Жіночий чемпіонат Європи з гандболу (U-17)
- Відкритий чемпіонат Європи з гандболу
- Чемпіонат Європи з пляжного гандболу
- Жіночий чемпіонат Європи з пляжного гандболу
- Кубок Виклику Трофі ЄГФ
- Кубок націй ЄГФ - скасовано

Європейський юнацький Олімпійський фестиваль
Чоловічі клубні турніри
- Ліга чемпіонів ЄГФ
- Кубок ЄГФ
- Кубок володарів кубків ЄГФ (злився з Кубком ЄГФ з сезону 2012/13[1])
- Кубок виклику ЄГФ (колишній Кубок міст)
- Європейський тур з пляжного гандболу

Жіночі клубні турніри
- Жіноча ліга чемпіонів ЄГФ
- Жіночий Кубок ЄГФ
- Жіночий Кубок володарів кубків ЄГФ (об'єднався з жіночим Кубком ЄГФ з сезону 2016/17)
- Кубок виклику ЄГФ (жіночий турнір) (колишній Кубок міст)
- Європейський тур з пляжного гандболу